# Chirita guihaiensis
Chirita guihaiensis är en tvåhjärtbladig växtart som beskrevs av Y.G. Wei, B. Pan och W.X. Tang. Chirita guihaiensis ingår i släktet Chirita och familjen Gesneriaceae. Inga underarter finns listade i Catalogue of Life.